# Campionati del mondo di atletica leggera 2013 - 3000 metri siepi femminili
La gara dei 3000 metri siepi femminili si è svolta tra sabato 10 agosto e martedì 13 agosto 2013.

## Podio
| Pos.    | Atleta               | Nazionalità | Tempo   |
| ------- | -------------------- | ----------- | ------- |
| Oro     | Milcah Chemos Cheywa | Kenya       | 9'11"65 |
| Argento | Lidya Chepkurui      | Kenya       | 9'12"55 |
| Bronzo  | Sofia Assefa         | Etiopia     | 9'12"84 |

## Situazione pre-gara

### Record
Prima di questa competizione, il record del mondo (WR) e il record dei campionati (CR) erano i seguenti.
| Record                | Prestazione | Atleta                          | Data                           | Competizione                |
| --------------------- | ----------- | ------------------------------- | ------------------------------ | --------------------------- |
| Record mondiale       | 8'58"81     | Gulnara Samitova-Galkina Russia | 17 agosto 2008 Pechino, Cina   | Giochi della XXIX Olimpiade |
| Record dei campionati | 9'06"57     | Yekaterina Volkova Russia       | 27 agosto 2007 Osaka, Giappone | Campionati del mondo 2007   |

### Campioni in carica
I campioni in carica, a livello mondiale e continentale, erano:
| Campione | Atleta                 | Prestazione | Data                                | Competizione               |
| -------- | ---------------------- | ----------- | ----------------------------------- | -------------------------- |
| Olimpico | Julija Zaripova Russia | 9'06"72     | 6 agosto 2012 Londra, Regno Unito   | Giochi della XXX Olimpiade |
| Mondiale | Julija Zaripova Russia | 9'07"03     | 30 agosto 2011 Taegu, Corea del Sud | Campionati del mondo 2011  |
| Europeo  | Gülcan Mingir Turchia  | 9'32"96     | 30 giugno 2012 Helsinki, Finlandia  | Campionati europei 2012    |

### La stagione
Prima di questa gara, gli atleti con le migliori tre prestazioni dell'anno erano:
| Pos. | Atleta                     | Prestazione | Data                                            |
| ---- | -------------------------- | ----------- | ----------------------------------------------- |
| 1    | Lidya Chepkurui Kenya      | 9'13"75     | 10 maggio 2013 Doha, Qatar                      |
| 2    | Milcah Chemos Cheywa Kenya | 9'14"17     | 19 luglio 2013 Montecarlo, Principato di Monaco |
| 3    | Sofia Assefa Etiopia       | 9'14"61     | 10 maggio 2013 Doha, Qatar                      |

## Risultati
| LEGENDA: | NR | Record Nazionale | PB | Primato personale | SB | Primato stagionale |

### Batterie
Qualificazione: i primi cinque di ogni serie (Q) e i cinque tempi migliori tra gli esclusi (q) si qualificano alla finale.
| Pos. | Batteria | Nome                  | Nazionalità   | Tempo    | Note                                     |
| ---- | -------- | --------------------- | ------------- | -------- | ---------------------------------------- |
| 1    | 2        | Etenesh Diro          | Etiopia       | 9:24.02  | Q                                        |
| 2    | 2        | Lidya Chepkurui       | Kenya         | 9:24.19  | Q                                        |
| 3    | 2        | Hiwot Alayew          | Etiopia       | 9:24.49  | Q                                        |
| 4    | 2        | Antje Möldner-Schmidt | Germania      | 9:29.27  | Q,                                       |
| 5    | 2        | Silvia Danekova       | Bulgaria      | 9:35.66  | Q,                                       |
| 6    | 2        | Ancuța Bobocel        | Romania       | 9:35.78  | q,                                       |
| 7    | 2        | Eilish McColgan       | Gran Bretagna | 9:35.82  | q,                                       |
| 8    | 1        | Milcah Chemos Cheywa  | Kenya         | 9:36.16  | Q                                        |
| 9    | 1        | Hyvin Kiyeng Jepkemoi | Kenya         | 9:36.19  | Q                                        |
| 10   | 1        | Sofia Assefa          | Etiopia       | 9:36.66  | Q                                        |
| 11   | 1        | Valentyna Zhudina     | Ucraina       | 9:37.79  | Q                                        |
| 12   | 2        | Diana Martín          | Spagna        | 9:39.22  | q,                                       |
| 13   | 1        | Salima El Ouali Alami | Marocco       | 9:39.95  | Q                                        |
| 14   | 2        | Natalya Gorchakova    | Russia        | 9:42.12  | q                                        |
| 15   | 1        | Gesa Felicitas Krause | Germania      | 9:42.19  | q                                        |
| 16   | 2        | Katarzyna Kowalska    | Polonia       | 9:44.12  |                                          |
| 17   | 1        | Amina Bettiche        | Algeria       | 9:45.50  |                                          |
| 18   | 1        | Sandra Eriksson       | Finlandia     | 9:45.57  |                                          |
| 19   | 2        | Ashley Higginson      | Stati Uniti   | 9:45.78  | Miglior prestazione personale stagionale |
| 20   | 1        | Shalaya Kipp          | Stati Uniti   | 9:45.97  |                                          |
| 21   | 1        | Beverly Ramos         | Porto Rico    | 9:49.60  |                                          |
| 22   | 1        | Lyudmila Lebedeva     | Russia        | 9:49.64  |                                          |
| 23   | 1        | Sudha Singh           | India         | 9:51.05  |                                          |
| 24   | 2        | Gladys Kipkemoi       | Kenya         | 9:54.22  |                                          |
| 25   | 2        | Nicole Bush           | Stati Uniti   | 9:58.03  |                                          |
| 26   | 1        | Charlotta Fougberg    | Svezia        | 9:59.17  |                                          |
| 27   | 1        | Natalya Aristarkhova  | Russia        | 10:10.26 |                                          |
|      | 2        | Bouaasayriya Kaltoum  | Marocco       | dq       |                                          |
|      | 2        | Fabienne Schlump      | Svizzera      | dq       |                                          |

### Finale
| Pos. | Nome                  | Nazionalità   | Tempo    | Note                                     |
| ---- | --------------------- | ------------- | -------- | ---------------------------------------- |
|      | Milcah Chemos Cheywa  | Kenya         | 9:11.65  | Miglior prestazione mondiale stagionale  |
|      | Lidya Chepkurui       | Kenya         | 9:12.55  | Miglior prestazione personale            |
|      | Sofia Assefa          | Etiopia       | 9:12.84  | Miglior prestazione personale stagionale |
| 4    | Hiwot Alayew          | Etiopia       | 9:15.25  | Miglior prestazione personale stagionale |
| 5    | Etenesh Diro          | Etiopia       | 9:16.97  | Miglior prestazione personale stagionale |
| 6    | Hyvin Kiyeng Jepkemoi | Kenya         | 9:22.05  | Miglior prestazione personale            |
| 7    | Valentyna Zhudina     | Ucraina       | 9:33.73  |                                          |
| 8    | Antje Möldner-Schmidt | Germania      | 9:34.06  |                                          |
| 9    | Gesa Felicitas Krause | Germania      | 9:37.11  | Miglior prestazione personale stagionale |
| 10   | Eilish McColgan       | Gran Bretagna | 9:37.33  |                                          |
| 11   | Diana Martín          | Spagna        | 9:38.30  | Miglior prestazione personale stagionale |
| 12   | Natalya Gorchakova    | Russia        | 9:38.57  | Miglior prestazione personale stagionale |
| 13   | Ancuța Bobocel        | Romania       | 9:53.35  |                                          |
| 14   | Silvia Danekova       | Bulgaria      | 9:58.57  |                                          |
| 15   | Salima El Ouali Alami | Marocco       | 10:08.36 |                                          |